# مخطوطة ثيودوسيانوس
مخطوطة ثيودوسيانوس هي مجموعة من قوانين الإمبراطورية الرومانية والتي يعود تاريخها إلى عهد الأباطرة المسيحيين منذ عام 312.
شكل الإمبراطور ثيودوسيوس الثاني بالتعاون مع شريكه الإمبراطور فالنتينيان الثالث لجنة في 26 مارس 429 م. وجُمعت القوانين ونُشرت بموجب دستور 15 فبراير 438، ودخلت حيز التنفيذ في الأجزاء الشرقية والغربية من الإمبراطورية في 1 يناير 439. عثر على النص الأصلي للمخطوطة أيضًا في كتاب بريفياري ألاريك (المعروف أيضًا باسم Lex Romana Visigothorum ) الصادر في 2 فبراير 506.  
1. 1 2  Kazhdan & Talbot 1991، صفحة 475.
2. ↑  Woodward & Cates 1872، صفحة 90.
3. ↑  Matthews 2000، صفحة 87.